# Kungl. Maj:ts Liv- och Hustrupper
Kungl. Maj:ts Liv- och Hustrupper var de trupper i svenska armén som hade till uppgift att utgöra hedersvakt hos Konungen.

## Bakgrund
Denna uppgift innehades fram till 1790 av Konungens livgarde, det som senare blev Svea livgarde. I och med uppsättandet av Konungens Andra gardesregemente tillkom flera nya gardesregementen. I senare tid ingick Svea livgarde, Göta livgarde, Livgardet till häst, Livregementets dragoner, Livregementets husarer, Livregementets grenadjärer samt Livgrenadjärregementet i Liv- och Hustrupperna.
I Sverige var Konungen chef och befälhavare för Liv- och Hustrupperna fram till 1975. Detta gjorde att översten och befälhavaren vid respektive regemente fram till 1975 kallades för sekundchef. Det hette att "Vid de svenska gardesregementena samt Livregementets kårer, vilkas chef konungen själv är, kallas den under honom kommenderande befälhavaren sekundchef."
Genom 1974 års regeringsform som trädde i kraft 1 januari 1975 fråntogs Konungen rollen som högste befälhavare för krigsmakten som stadgades i 1809 års regeringsform. Den förändringen kom även att påverka rollen som regementschef över gardesförbanden: Konungen blev därefter istället hederschef över gardesförbanden.
Carl XVI Gustaf är alltjämt hederschef för de två kvarstående gardesförbanden, Livgardet och Livregementets husarer.